# Armen Mkrtchian
Armen Mkrtchian (en arménien : Արմեն Մկրտչյան), né le 6 octobre 1973, est un lutteur arménien. Il a remporté la médaille d'argent  en lutte libre (en moins de 48 kg), pour l'Arménie, aux Jeux olympiques d'été de 1996.

## Palmarès

### Jeux olympiques
- Jeux olympiques d'été de 1996 à Atlanta :
  -  médaille d'argent en moins de 48 kg

### Championnats du monde
- Championnats du monde de lutte 1995 :  médaille de bronze en moins de 48 kg

### Championnats d'Europe
- Championnats d'Europe de lutte 1994 :  médaille d'or en moins de 48 kg
- Championnats d'Europe de lutte 1996 :  médaille d'argent en moins de 48 kg
- Championnats d'Europe de lutte 2001 :  médaille de bronze en moins de 54 kg